# Dora (jméno)
Dora je ženské křestní jméno řeckého původu. Pochází z řeckého jména Dorothea, jehož význam je boží dar. V českém občanském kalendáři má svátek 26. února spolu s Dorotou. Dalšími podobnými ženskými jmény jsou Teodora, Izidora, Doris, Doriana, Dorina, Dorotea, Todorka.

## Domácí podoby jména
Domácími formami jména jsou Dorka, Dorunka, Dorinka, Doruška, Dori, Dorča.

## Známí nositelé jména
- Dora Boothbyová – anglická tenistka
- Dora Bryan – britská herečka
- Dora Carrington – britská malířka
- Dora Curtisová – britská fotografka a malířka
- Dóra Dávid – maďarská právnička a politička
- Dora Diamantová – přítelkyně Franze Kafky
- Dora Doll – francouzská herečka
- Dora Angela Duncan – americká tanečnice
- Dóra Dúróová – maďarská politička a politoložka
- Dora Gabe – bulharská básnířka a spisovatelka
- Dora Hanušová – česká pedagožka a sufražetka
- Dora Kaprálová – česká spisovatelka, publicistka a dokumentaristka
- Dora Nováková – česká designérka a grafička
- Dora Pejačević – chorvatská šlechtička a hudební skladatelka
- Dora Ratjenová – německá sportovkyně